# 加里·伍德兰德
加里·伍德兰德（Gary Woodland）是一位美國高爾夫球運動員。在2007年轉為職業選手。他目前參加PGA巡迴賽的賽事。

## 外部連結
- 加里·伍德兰德在PGA巡迴賽的官方網站
- Profile on Kansas University's athletic site
- 加里·伍德兰德在男子高爾夫世界排名的官方網站